# Polícia política
Uma polícia política é um corpo de polícia que serve a interesses de poder político, seja de um governo, de um partido político, de uma guerrilha ou um grupo paramilitar ou terrorista, ou qualquer outra instituição que busque manter uma situação de dominação ou alcançá-la. Diferentemente da polícia convencional, a polícia política não combate tanto criminosos no sentido estrito, mas dissidentes e oposicionistas que são considerados "inimigos" do grupo no poder.
Polícias políticas muitas vezes podem operar para promover e reforçar um Estado policial, por meio da repressão política.
A imensa maioria dos estados democráticos não se utiliza de polícias políticas (o que em muitos países é considerado um crime e um desvio de função policial), mas comumente emprega polícias secretas, o que é um conceito distinto.
Tampouco se devem confundir com polícias políticas os organismos como a KGB e a CIA, que são essencialmente serviços nacionais de inteligência e espionagem, embora as funções às vezes sejam incorretamente imiscuídas.